# قلعه داشی (ارزیل)
قلعه داشی (ارزیل) مربوط به هزاره اول قبل از میلاد - سده‌های اولیه دوران‌های تاریخی پس از اسلام - سده‌های متاخر دوران‌های تاریخی پس از اسلام است و در شهرستان ورزقان، بخش خاروانا، دهستان ارزیل، ۴ کیلومتری روستای ارزیل واقع شده و این اثر در تاریخ ۲۷ اسفند ۱۳۸۷ با شمارهٔ ثبت ۲۶۴۱۹ به‌عنوان یکی از آثار ملی ایران به ثبت رسیده است.